# Lepidiota punctatipennis
Lepidiota punctatipennis är en skalbaggsart som beskrevs av Blanchard 1851. Lepidiota punctatipennis ingår i släktet Lepidiota och familjen Melolonthidae. Inga underarter finns listade i Catalogue of Life.